# Jacek Ogłoza
Jacek Ogłoza (ur. 1965) – polski koszykarz występujący na pozycji rozgrywającego, multimedalista mistrzostw Polski.

## Osiągnięcia
Klubowe
- Mistrz Polski (1985, 1986)
- Brązowy medalista mistrzostw Polski (1989)
- Finalista pucharu Polski (1989)
- Uczestnik rozgrywek Pucharu Europy Mistrzów Krajowych (1985–1987 – I runda)